# Дідо
Дідо (фр. Didot) — низка поколінь французьких друкарів, видавців, винахідників і підприємців у області поліграфії і паперового виробництва. Родоначальник — Франсуа Дідо (1689—1757) заснував друкарню (1713) і книжковий магазин в Парижі. Найзначніші представники: Франсуа Амбруаз Дідо (1730—1804) удосконалив друкарський верстат, вніс поліпшення в типометрію Фурньє, відлив шрифт «антиква», ввів веленевий папір, видав дві серії французьких класиків; Фірмен Дідо (1764—1836) ввів термін і практично реалізував стереотипію, створив сучасну типометрію («система Дідо»). За заслуги Фірмена Дідо рід Дідо в 1887 одержав прізвище Фірмен-Дідо («Firmin Didot» — видавнича і книготоргова фірма Франції).